# Serinda Swan
Serinda Swan (ur. 11 lipca 1984 w West Vancouver) – kanadyjska aktorka filmowa, modelka pochodzenia hiszpańskiego, szkockiego, irlandzkiego i angielskiego.

## Życiorys
Urodziła się w West Vancouver w Kolumbii Brytyjskiej. Jej ojciec, Scott Swan, był kanadyjskim reżyserem i aktorem teatralnym, który prowadził studio aktorskie. Jako dziecko była gimnastyczką artystyczną. Część swojego dzieciństwa spędził na Hawajach. Kiedy miała trzy lata wystąpiła w komedii romantycznej Joela Schumachera Kuzyni (Cousins, 1989) u boku Teda Dansona, Isabelli Rossellini, Seana Younga i Williama Petersena.
W kwietniu 2008 wzięła udział w teledysku do utworu „So Happy” grupy Theory of a Deadman. Po występie w komedii romantycznej The Break-Up Artist (2009) z Amandą Crew, zagrała komiksową postać Zatanny Zatary w dwóch odcinkach serialu Tajemnice Smallville – „Hex” (2009) i „Warrior” (2010). W jednym z odcinków serialu Nie z tego świata – „You Can’t Handle the Truth” (2010) pojawiła się jako Veritas.
Od 13 marca 2011 do 18 maja 2012 występowała jako Erica Reed w serialu Breakout Kings. W brazylijskim filmie postapokaliptycznym The Veil (2017) z Williamem Levym, Adamem Gregorym i Williamem Moseleyem została obsadzona w roli Zery. W marcu 2017 została zaangażowana do roli Medusy w serialu Marvel Television Inhumans.
Została działaczką organizacji charytatywnych Somaly Mam Foundation, United Nations Foundation's, Nothing But Nets, Heifer International, ambasadorką fundacji Friends to Mankind... One World, One Tribe.

## Filmografia

### Filmy kinowe
- 2005: Neal ’n’ Nikki – Amanda
- 2009: The Break-Up Artist – Ashley
- 2010: Percy Jackson i bogowie olimpijscy: Złodziej pioruna – Aphrodite
- 2010: Tron: Dziedzictwo – druga Syrena
- 2011: Recoil[a] – Darcy
- 2011: Creature – Emily
- 2011: Jinn – Jasmine
- 2012: The Baytown Outlaws – Jez
- 2015: The Veil – Zera

### Filmy telewizyjne
- 2008: Beyond Loch Ness – Caroleena
- 2009: Desperate Escape – Melissa
- 2009: Hostile Makeover – Amanda Manville

### Seriale i filmy telewizyjne
- 2006: Nie z tego świata – recepcjonistka hotelowa (w odcinku „Salvation”)
- 2007: Więzy krwi – kobieta towarzysząca Henry’emu
- 2007: Exes and Ohs – Lucianne (w odcinku „What Goes Around”)
- 2008: Świry – Eileen Mazwell (w odcinku „Murder?...Anyone?...Anyone?...Bueller?” w sezonie 3)
- 2009: Trust – Tiffany
- 2009: Żniwiarz – Hot Patron (w odcinku „Business Casualty”)
- 2009–2010: Tajemnice Smallville – Zatanna Zatara (w odcinkach „Hex” w sezonie 8 i „Warrior” w sezonie 9)
- 2010: Nie z tego świata – Ashley Frank / Veritas (w odcinku „You Can’t Handle the Truth”)
- 2011: Hawaii Five-0 – Alana (w odcinku „Ho'ohuli Na'au” w sezonie 1)
- 2011–2012: Breakout Kings – Erica Reed
- 2013-: Graceland – Paige Arkin
- 2014: The Tomorrow People – Cassandra Smythe
- 2014: Chicago Fire – Brittany Baker
- 2023: Jack Reacher - Season 2 – Karla Dixon